# Nekrolog 3. Quartal 1959
Nekrolog
◄◄
| ◄
| 1955
| 1956
| 1957
| 1958
| 1959 | 1960 | 1961 | 1962 | 1963 | ► | ►►
1. Quartal |
2. Quartal |
3. Quartal |
4. Quartal 1959
Weitere Ereignisse | Allgemeiner Nekrolog 1959
Die Beschreibung der verstorbenen Person sollte so kurz wie möglich gehalten sein und nur deren signifikante Tätigkeit(en) enthalten.
Neue Namen ggf. auch unter dem Geburts- und Sterbedatum, also etwa unter 1. Januar und im Geburts- und Sterbejahr (2024) eintragen (nur bei entsprechender großer Wichtigkeit). Für Beispiele siehe die schon vorhandenen Artikel.
Außerdem über die fünf zuletzt Verstorbenen, zu denen es einen ausreichend guten Artikel für eine Präsentation auf der Hauptseite gibt, nach der todesbedingten Überarbeitung der Artikel ggf. auch unter Wikipedia Diskussion:Hauptseite informieren und sie am besten auch in den anderen Wikipedia-Sprachversionen eintragen. Tipp: Regelmäßig bei news.google.de nach „ist tot“, „gestorben“ oder „verstorben“ suchen.
Wenn eine Person gestorben ist, gibt es viele Seiten zu dieser Person in der Wikipedia, die davon auch betroffen sind und entsprechend aktualisiert werden müssen. Beispiele: Namenübersichtsseite, Geburtsjahr, Geburtsort-Seiten und viele mehr.
Wie finde ich die betroffenen Seiten?
Im Suchfeld auf der linken Seite gibt man den Suchbegriff so ein: „Vorname Nachname“. Dann klickt man auf Volltext und alle Seiten mit entsprechendem Suchtext werden aufgerufen. Hier sieht man dann schnell, wo auch das Todesjahr Sinn macht oder sogar ein Teil des Artikels angepasst werden muss. Auch hilft das „Werkzeug“ auf der linken Seite sehr gut, um solche Seiten aufzufinden: „Links auf diese Seite“. Somit ist die Wikipedia wieder aktuell in allen Bereichen! Hinweis: bei Eintragung der Kategorie „Gestorben JAHR“ wird der Missbrauchsfilter 49 ausgelöst, was jedoch nicht schlimm ist. Siehe: Spezial:Missbrauchsfilter/49
Dies ist eine Liste von im dritten Quartal 1959 verstorbenen bekannten Persönlichkeiten. Die Einträge erfolgen innerhalb der einzelnen Daten alphabetisch sortiert. Tiere sind im Nekrolog für Tiere zu finden.

## Juli
| Tag      | Name                              | Beruf, bekannt als                                                                                              | Alter | Beleg |
| -------- | --------------------------------- | --- | ----- | ----- |
| 1. Juli  | Max Otto Lorenz                   | US-amerikanischer Ökonom                                                                                        | 82    |       |
| 1. Juli  | Tomás Monje Gutiérrez             | bolivianischer Politiker und Jurist                                                                             | 74    |       |
| 1. Juli  | Ernst Otto                        | deutscher Pädagoge und Sprachwissenschaftler                                                                    | 82    |       |
| 1. Juli  | Hermann Joachim Pagels            | deutscher Bildhauer                                                                                             | 82    |       |
| 1. Juli  | Władysław Raczkowski              | polnischer Dirigent, Chorleiter, Organist und Pianist                                                           | 66    |       |
| 1. Juli  | Nicolás Urcelay                   | mexikanischer Sänger                                                                                            | 39    |       |
| 1. Juli  | Edward Eric Walther               | US-amerikanischer Gärtner und Botaniker                                                                         | 66    |       |
| 2. Juli  | Robert Burnett                    | Admiral der Royal Navy                                                                                          | 71    |       |
| 2. Juli  | Waldemar von Grumbkow             | deutscher Jurist und Schriftsteller                                                                             | 71    |       |
| 2. Juli  | Antonio Savasta                   | italienischer Komponist und Musikpädagoge                                                                       | 84    |       |
| 2. Juli  | Josef Vajs                        | tschechoslowakischer Slawist und katholischer Priester                                                          | 93    |       |
| 3. Juli  | Johan Bojer                       | norwegischer Schriftsteller                                                                                     | 87    |       |
| 3. Juli  | Arthur Ewert                      | deutscher Politiker (SPD, KPD), MdR                                                                             | 68    |       |
| 3. Juli  | Otto Gülstorff                    | deutscher Filmarchitekt und Architekt                                                                           | 81    |       |
| 3. Juli  | Karl Kälin                        | Schweizer Politiker (CVP)                                                                                       | 85    |       |
| 3. Juli  | Robert Kemp                       | französischer Literatur-, Musik- und Theaterkritiker                                                            | 79    |       |
| 3. Juli  | Otto Körting                      | deutscher Politiker, sozialdemokratischer Landtagsabgeordneter der Weimarer Republik, Vorsitzender der VdgB,... | 75    |       |
| 3. Juli  | Samuel Lewin                      | deutsch-jiddischer Schriftsteller und Publizist                                                                 | 69    |       |
| 3. Juli  | Karl Reiche                       | deutscher Schriftsteller                                                                                        | 56    |       |
| 4. Juli  | Pauline Gistl                     | deutsche Unternehmerin                                                                                          | 77    |       |
| 4. Juli  | Hugo Laubi                        | Schweizer Grafiker                                                                                              | 70    |       |
| 4. Juli  | Hans Weymar                       | deutscher Fußballspieler                                                                                        | 75    |       |
| 5. Juli  | Heinrich Renninghoff              | deutscher Politiker                                                                                             | 68    |       |
| 5. Juli  | Erwin Waihs                       | österreichischer Politiker (CSP), Abgeordneter zum Nationalrat                                                  | 78    |       |
| 6. Juli  | Paul Balzereit                    | deutscher Schriftsteller und Publizist                                                                          | 73    |       |
| 6. Juli  | August Elfers                     | deutscher lutherischer Theologe und Missionar                                                                   | 61    |       |
| 6. Juli  | George Grosz                      | deutsch-US-amerikanischer Maler, Grafiker und Karikaturist                                                      | 65    |       |
| 7. Juli  | Fritz Hardt                       | deutscher Unternehmer                                                                                           | 85    |       |
| 7. Juli  | Ernest Newman                     | englischer Musikkritiker                                                                                        | 90    |       |
| 7. Juli  | Ángel Vargas                      | argentinischer Tangosänger, -dichter und -komponist                                                             | 54    |       |
| 7. Juli  | Adolf Vivell                      | deutsch-schweizerischer Gartenarchitekt                                                                         | 81    |       |
| 7. Juli  | Harry E. Yarnell                  | US-amerikanischer Marineoffizier                                                                                | 83    |       |
| 8. Juli  | Ludwig Bellinger                  | deutscher Industrieller                                                                                         | 78    |       |
| 8. Juli  | John T. Essberger                 | deutscher Reeder                                                                                                | 73    |       |
| 9. Juli  | Karl Diedrichsen                  | deutscher Politiker, MdB                                                                                        | 64    |       |
| 9. Juli  | Frederick Pryce Evans             | britisch-australischer Kapitän                                                                                  | 85    |       |
| 9. Juli  | Josef Kalmer                      | österreichischer Journalist und Schriftsteller                                                                  | 60    |       |
| 9. Juli  | Carl Moos                         | deutsch-schweizerischer Werbegrafiker und Illustrator                                                           | 80    |       |
| 9. Juli  | René Nebesky-Wojkowitz            | österreichischer Ethnologe und Tibetologe                                                                       | 36    |       |
| 9. Juli  | Jean Reverzy                      | französischer Arzt und Schriftsteller                                                                           | 45    |       |
| 9. Juli  | Osvaldo Sáez                      | chilenischer Fußballspieler                                                                                     | 35    |       |
| 9. Juli  | Georg Spickhoff                   | deutscher Schulrektor und Heimatforscher                                                                        | 87    |       |
| 9. Juli  | Otto Volkmann                     | deutscher Gewerkschafter und Politiker, MdL                                                                     | 75    |       |
| 10. Juli | Eduard von Bendemann              | deutscher Maler und Kunsthistoriker                                                                             | 82    |       |
| 10. Juli | Hermann Balthasar Buch            | deutscher SS-Scharführer, der im Frühjahr 1944 Lagerführer des „Zigeunerlager Auschwitz“ war                    | 62    |       |
| 10. Juli | Eugen Schmitz                     | deutscher Musikwissenschaftler und -kritiker                                                                    | 76    |       |
| 10. Juli | Max Staercke                      | deutscher Zeitungsverleger und Politiker der FDP                                                                | 78    |       |
| 11. Juli | Friedrich von Bassermann-Jordan   | deutscher Weingutsbesitzer und Ehrenbürger der Stadt Deidesheim                                                 | 87    |       |
| 11. Juli | Richard Kablitz                   | deutscher Erfinder und Unternehmer                                                                              | 91    |       |
| 11. Juli | Anton Orel                        | österreichischer Soziologe, Geschichtsphilosoph und Antisemit                                                   | 77    |       |
| 11. Juli | Arne W. Pedersen                  | dänischer Radrennfahrer                                                                                         | 41    |       |
| 11. Juli | Shadow Wilson                     | US-amerikanischer Jazz-Schlagzeuger                                                                             | 39    |       |
| 12. Juli | Paul Dorn                         | deutscher Geologe                                                                                               | 58    |       |
| 12. Juli | Erich Heymann                     | deutscher Verwaltungsjurist, Stadtrat und Oberbürgermeister                                                     | 78    |       |
| 12. Juli | Wilhelm Paul Krüger               | deutscher Schauspieler, Hörspiel- und Synchronsprecher                                                          | 75    |       |
| 12. Juli | Walther Lietzmann                 | deutscher Mathematiker, Pädagoge und Mathematikdidaktiker                                                       | 78    |       |
| 13. Juli | Georg Müller                      | deutscher Politiker (HBB) und hessischer Abgeordneter                                                           | 70    |       |
| 13. Juli | Paul Obrecht                      | französischer Turner                                                                                            | 81    |       |
| 13. Juli | Gustav Schmaltz                   | deutscher Ingenieur, Unternehmer, Materialwissenschaftler, Physiologe, Psychotherapeut und Hochschullehrer      | 75    |       |
| 13. Juli | Herbert Trube                     | US-amerikanischer Mittel- und Langstreckenläufer                                                                | 72    |       |
| 14. Juli | Karlheinz Arens                   | deutscher Schriftsteller und Dramaturg                                                                          | 59    |       |
| 14. Juli | Karl Girkmann                     | österreichischer Bauingenieur und Hochschullehrer                                                               | 69    |       |
| 14. Juli | Grock                             | Schweizer Clown                                                                                                 | 79    |       |
| 14. Juli | Gustav Janke                      | deutscher Radrennfahrer                                                                                         | 76    |       |
| 14. Juli | Heinrich Mallison                 | deutscher Chemiker                                                                                              | 72    |       |
| 14. Juli | Hans Michaelson                   | deutscher Maler                                                                                                 | 86    |       |
| 14. Juli | Heinrich Waßmuth                  | österreichischer Maler                                                                                          | 88    |       |
| 15. Juli | Ernest Bloch                      | schweizerisch-US-amerikanischer Komponist                                                                       | 78    |       |
| 15. Juli | Peter Egge                        | norwegischer Schriftsteller                                                                                     | 90    |       |
| 15. Juli | Agostino Gemelli                  | italienischer Arzt, Psychologe und Universitätsgründer                                                          | 81    |       |
| 15. Juli | Auguste Hennig                    | deutsche Frauenrechtlerin und Politikerin                                                                       | 95    |       |
| 15. Juli | Bernhard Kamnitzer                | deutscher Rechtsanwalt, Landgerichtsrat, Politiker und Senator für Finanzen in der Freien Stadt Danzig (1928... | 68    |       |
| 15. Juli | Ernst Pernoll                     | deutscher Politiker, MdHB, MdB                                                                                  | 56    |       |
| 15. Juli | Gottlieb Reber                    | deutscher Kunsthändler                                                                                          | 79    |       |
| 15. Juli | Otto Voss                         | deutscher HNO-Arzt und Hochschullehrer                                                                          | 89    |       |
| 16. Juli | Henri Pourrat                     | französischer Schriftsteller                                                                                    | 72    |       |
| 16. Juli | Henri Prost                       | französischer Architekt und Stadtplaner                                                                         | 85    |       |
| 16. Juli | Iwan Wladislawowitsch Scholtowski | russischer Architekt                                                                                            | 91    |       |
| 16. Juli | Walter Olof Streng-Renkonen       | finnischer Germanist, Romanist, Italianist, Linguist und Lexikograf                                             | 83    |       |
| 17. Juli | Hermenegildo Anglada Camarasa     | katalanisch-spanischer Maler des Postimpressionismus und des Jugendstils                                        | 87    |       |
| 17. Juli | Marcel Delaunay                   | französischer Künstler                                                                                          | 83    |       |
| 17. Juli | Richard Dissinger                 | deutscher Unternehmer und Politiker                                                                             | 67    |       |
| 17. Juli | Mario Ferraris                    | italienischer Fußballspieler                                                                                    | 73    |       |
| 17. Juli | Billie Holiday                    | US-amerikanische Jazz-Sängerin                                                                                  | 44    |       |
| 17. Juli | Gottfried Koller                  | deutscher Zoologe, Biologe und Hochschullehrer                                                                  | 57    |       |
| 17. Juli | Eugene Meyer                      | US-amerikanischer Bankier und Zeitungsmagnat, 1. Präsident der Weltbank                                         | 83    |       |
| 17. Juli | Alfred Munnings                   | bedeutender englischer Maler                                                                                    | 80    |       |
| 17. Juli | Thomas Seltz                      | elsässischer Redakteur und Politiker                                                                            | 86    |       |
| 18. Juli | Richard Hirsch                    | deutscher Glasmacher und Politiker                                                                              | 77    |       |
| 19. Juli | Ernst Albiez                      | deutscher Landwirt                                                                                              | 67    |       |
| 19. Juli | Licco Amar                        | ungarischer Violinist                                                                                           | 67    |       |
| 19. Juli | Alois Eckl                        | deutscher Schlosser, Gewerkschafter und Senator (Bayern)                                                        | 58    |       |
| 19. Juli | Imre Schlosser                    | ungarischer Fußballspieler                                                                                      | 69    |       |
| 20. Juli | Karl Ansén                        | schwedischer Fußballspieler                                                                                     | 71    |       |
| 20. Juli | Alessandro Butti                  | italienischer Schriftendesigner                                                                                 | 66    |       |
| 20. Juli | William Daniel Leahy              | US-amerikanischer Admiral, erster Flottenadmiral der US Navy                                                    | 84    |       |
| 20. Juli | Paul Pranschke                    | deutscher Politiker, Mitglied der Stadtverordnetenversammlung von Groß-Berlin                                   | 67    |       |
| 20. Juli | Bernhard Raestrup                 | deutscher Unternehmer und Politiker (Zentrum, CDU), MdB, MdL                                                    | 79    |       |
| 20. Juli | Hermann Westermann                | deutscher Politiker (DDP, DVP, CDU), MdR                                                                        | 90    |       |
| 21. Juli | Erika Glässner                    | deutsche Schauspielerin                                                                                         | 69    |       |
| 21. Juli | Nils Granfelt                     | schwedischer Turner                                                                                             | 72    |       |
| 21. Juli | Edmund Newton Harvey              | US-amerikanischer Zoologe                                                                                       | 71    |       |
| 22. Juli | Lal Bokhari                       | indischer Hockeyspieler                                                                                         | 50    |       |
| 22. Juli | David van Dantzig                 | niederländischer Mathematiker                                                                                   | 58    |       |
| 22. Juli | Ted Harper                        | englischer Fußballspieler                                                                                       | 57    |       |
| 22. Juli | Douglas McKay                     | US-amerikanischer Politiker                                                                                     | 66    |       |
| 22. Juli | Nelly Pütz                        | deutsche Kindergärtnerin                                                                                        | 19    |       |
| 22. Juli | Peregrin Spevak                   | österreichischer Eishockey- und Bandyspieler                                                                    | 61    |       |
| 23. Juli | Karl Emonts                       | deutscher Politiker (USPD, KPD, SPD, KPD)                                                                       | 69    |       |
| 23. Juli | Heinrich Kirchholtes              | deutscher Bankier                                                                                               | 73    |       |
| 23. Juli | Franz Miltner                     | österreichischer Klassischer Archäologe                                                                         | 57    |       |
| 23. Juli | Rudolf Urech-Seon                 | Schweizer Maler                                                                                                 | 83    |       |
| 24. Juli | Hans Behrendt                     | deutscher Offizier, Flugzeugführer in der Luftwaffe der Wehrmacht                                               | 66    |       |
| 24. Juli | Alfred Dehlinger                  | deutscher Jurist, württembergischer Finanzminister                                                              | 85    |       |
| 24. Juli | Mihail Lascăr                     | rumänischer Offizier, zuletzt General im Zweiten Weltkrieg und Verteidigungsminister (1946–1947)                | 69    |       |
| 24. Juli | Reinhold Niemeyer                 | deutscher Architekt und Stadtplaner                                                                             | 73    |       |
| 24. Juli | Amory Coffin Simons               | US-amerikanischer Bildhauer                                                                                     | 93    |       |
| 25. Juli | Walther Blachetta                 | deutscher Schriftsteller                                                                                        | 68    |       |
| 25. Juli | Isaak HaLevy Herzog               | irischer, später israelischer Rabbiner polnischer Herkunft                                                      | 70    |       |
| 25. Juli | Wolf Hirth                        | deutscher Segelflieger                                                                                          | 59    |       |
| 25. Juli | Wilhelm August Luz                | deutscher Kunsthistoriker, -händler und -sachverständiger                                                       | 67    |       |
| 25. Juli | Enno Popkes                       | ostfriesischer Orgelsachverständiger und Kirchenmusiker                                                         | 55    |       |
| 25. Juli | William Dupré Treadwell           | Schweizer Chemiker (Analytische Chemie, Anorganische Chemie, Physikalische Chemie)                              | 74    |       |
| 26. Juli | Manuel Altolaguirre               | spanischer Dichter                                                                                              | 54    |       |
| 26. Juli | Karl Ehn                          | österreichischer Architekt                                                                                      | 74    |       |
| 26. Juli | J. Eugene Harding                 | US-amerikanischer Politiker                                                                                     | 82    |       |
| 26. Juli | James Hazen Hyde                  | US-amerikanischer Erbe                                                                                          | 83    |       |
| 26. Juli | Alois Irlmaier                    | deutscher Rutengänger und Hellseher                                                                             | 65    |       |
| 26. Juli | Itō Einosuke                      | japanischer Schriftsteller                                                                                      | 55    |       |
| 26. Juli | Hans Lehnert                      | deutscher Politiker, Mitglied der Stadtverordnetenversammlung von Groß-Berlin                                   | 53    |       |
| 26. Juli | Brenda Dean Paul                  | britische Schauspielerin und It-Girl                                                                            | 52    |       |
| 26. Juli | Thea Rosenquist                   | deutschstämmige Schauspielerin beim österreichischen Stummfilm                                                  | 63    |       |
| 27. Juli | Karl Otto von Kameke              | deutscher Verwaltungsjurist                                                                                     | 70    |       |
| 27. Juli | Karl Weiß                         | deutscher Oberstudiendirektor und Leiter des Theodor-Heuss-Gymnasium in Heilbronn                               | 64    |       |
| 27. Juli | Aleksandar Zankow                 | bulgarischer Politiker und Ministerpräsident                                                                    | 80    |       |
| 28. Juli | Clemens Hasse                     | deutscher Schauspieler                                                                                          | 51    |       |
| 28. Juli | Roald Larsen                      | norwegischer Eisschnellläufer                                                                                   | 61    |       |
| 28. Juli | Russell Harrison Varian           | US-amerikanischer Wissenschaftler und Erfinder                                                                  | 61    |       |
| 29. Juli | Wilhelm Bauche                    | deutscher Grafiker und Kulturfunktionär                                                                         | 59    |       |
| 29. Juli | Heinrich von Gleichen-Rußwurm     | deutscher jungkonservativer Publizist                                                                           | 77    |       |
| 29. Juli | Fritz Holland                     | norwegischer Architekt und Museumsmann                                                                          | 85    |       |
| 29. Juli | Otto Steurer                      | deutscher HNO-Arzt, Hochschullehrer und Rektor der Universität Rostock                                          | 65    |       |
| 30. Juli | Heinie Conklin                    | US-amerikanischer Schauspieler und Komiker                                                                      | 73    |       |
| 30. Juli | Josef Eckert-Labin                | österreichischer Maschinenbauer und Hochschullehrer                                                             | 77    |       |
| 30. Juli | Gottfried Frölich                 | deutscher Offizier, zuletzt Generalmajor im Zweiten Weltkrieg                                                   | 65    |       |
| 30. Juli | Minna Lang                        | deutsche Physikerin, Lehrerin und Wissenschaftsjournalistin                                                     | 68    |       |
| 30. Juli | Maria vom Sakrament Jesu          | mexikanische Ordensfrau und Heilige der katholischen Kirche                                                     | 90    |       |
| 30. Juli | Benno Merkle                      | deutscher Politiker, Oberbürgermeister der Stadt Schweinfurt (1920–1933)                                        | 87    |       |
| 31. Juli | Victor S. K. Houston              | US-amerikanischer Politiker                                                                                     | 83    |       |
| 31. Juli | Michael Joseph Keyes              | US-amerikanischer Geistlicher, Bischof von Savannah                                                             | 83    |       |
| 31. Juli | Walter Pörschmann                 | deutscher Bandoneonspieler und Komponist                                                                        | 56    |       |
| 31. Juli | Germaine Richier                  | französische Bildhauerin und Grafikerin                                                                         | 56    |       |
| 31. Juli | Oskar Vogt                        | deutscher Hirnforscher                                                                                          | 89    |       |
| 31. Juli | Johannes Wanner                   | deutscher Geologe                                                                                               | 81    |       |
| Juli     | Susanne Wantoch                   | österreichische Schriftstellerin                                                                                |       |       |

## August
| Tag        | Name                                  | Beruf, bekannt als                                                                                       | Alter | Beleg |
| ---------- | ------------------------------------- | --- | ----- | ----- |
| 1. August  | Jean Behra                            | französischer Motorrad- und Automobilrennfahrer                                                          | 38    |       |
| 1. August  | Bertha Brewster                       | englisch-britische Suffragette                                                                           | 72    |       |
| 1. August  | Ivor Bueb                             | britischer Automobilrennfahrer                                                                           | 36    |       |
| 1. August  | Oskar Fehr                            | deutscher Augenarzt                                                                                      | 87    |       |
| 1. August  | Adolf Galliker                        | Schweizer Kaufmann, Journalist und Schriftsteller                                                        | 67    |       |
| 1. August  | Karl Kokesch                          | österreichischer Politiker (ÖVP), Landtagsabgeordneter                                                   | 54    |       |
| 1. August  | Hubert L’Hoste                        | saarländischer Emigrant                                                                                  | 35    |       |
| 1. August  | Francis de Miomandre                  | französischer Schriftsteller                                                                             | 79    |       |
| 2. August  | Paul Forell                           | deutscher Fußballspieler                                                                                 | 67    |       |
| 2. August  | Arthur Jeffery                        | Semitist                                                                                                 | 66    |       |
| 2. August  | Johann Heinrich Müller                | Schweizer Dirigent und Komponist                                                                         | 80    |       |
| 2. August  | Mary Teresa Norton                    | US-amerikanische Politikerin                                                                             | 84    |       |
| 2. August  | David Pryde                           | britischer Politiker                                                                                     |       |       |
| 3. August  | Carlo Antoni                          | italienischer Philosoph und Historiker                                                                   | 62    |       |
| 3. August  | Davidson Don Tengo Jabavu             | südafrikanischer Politiker und Hochschullehrer                                                           | 73    |       |
| 3. August  | Johannes Laures                       | deutscher, in Japan wirkender römisch-katholischer Ordensgeistlicher (Jesuit) und Hochschullehrer        | 67    |       |
| 3. August  | Leopold Neumann                       | deutscher Kaufmann, Unternehmer und Politiker (DDP)                                                      | 89    |       |
| 3. August  | Jakob Nielsen                         | dänischer Mathematiker                                                                                   | 68    |       |
| 3. August  | Alfred Richter                        | deutscher Politiker (NSDAP)                                                                              | 64    |       |
| 3. August  | Edgar Stelzner                        | deutscher Studentenfunktionär und Jurist                                                                 | 66    |       |
| 4. August  | Julius Bachem                         | deutscher Beamter und Politiker (DNVP)                                                                   | 72    |       |
| 4. August  | Ioan Bălan                            | rumänischer Geistlicher und Bischof von Lugoj                                                            | 79    |       |
| 4. August  | Hans Lembke                           | deutscher Maler und Zeichenlehrer                                                                        | 74    |       |
| 4. August  | Bob Moha                              | US-amerikanischer Boxer im Halbschwergewicht                                                             | 69    |       |
| 4. August  | Rudolf Müller-Erzbach                 | deutscher Rechtswissenschaftler                                                                          | 85    |       |
| 4. August  | József Révai                          | ungarischer Journalist, Schriftsteller und kommunistischer Politiker                                     | 60    |       |
| 4. August  | Camille Sachs                         | deutscher Jurist                                                                                         | 79    |       |
| 4. August  | Lukas Waagen                          | österreichischer Geologe                                                                                 | 82    |       |
| 5. August  | G. Pat Collins                        | US-amerikanischer Schauspieler                                                                           | 63    |       |
| 5. August  | Felix von Courten                     | deutscher Architekt und Illustrator                                                                      | 82    |       |
| 5. August  | D. W. Davis                           | US-amerikanischer Politiker und Gouverneur des Bundesstaates Idaho (1919–1923)                           | 86    |       |
| 5. August  | Qamar-ol-Moluk Vaziri                 | iranische Mezzosopranistin                                                                               |       |       |
| 6. August  | John Hermann Loud                     | US-amerikanischer Organist und Komponist                                                                 | 85    |       |
| 6. August  | Josef Peter                           | österreichischer Politiker (SDAP); Landtagsabgeordneter zum Vorarlberger Landtag                         | 70    |       |
| 6. August  | Salman Schocken                       | deutsch-israelischer Kaufmann und Verleger                                                               | 81    |       |
| 6. August  | Preston Sturges                       | US-amerikanischer Drehbuchautor und Regisseur                                                            | 60    |       |
| 7. August  | Jacob-Baart de la Faille              | belgisch-niederländischer Kunsthistoriker und Jurist                                                     | 73    |       |
| 7. August  | Engelbert Katzlberger                 | österreichischer Landwirt und Politiker, Landtagsabgeordneter                                            | 91    |       |
| 7. August  | Armas Launis                          | finnischer Komponist                                                                                     | 75    |       |
| 7. August  | Heinrich Mendelssohn                  | deutscher Kaufmann, Bauunternehmer und Immobilien-Entwickler                                             | 78    |       |
| 7. August  | Max Mörck                             | deutscher Unternehmer, Aufsichtsrat und Präses der Handelskammer Hamburg                                 | 76    |       |
| 7. August  | Johann Temmen                         | deutscher Politiker, MdB                                                                                 | 72    |       |
| 7. August  | Hans Paul Heinrich Walter             | preußischer Botaniker                                                                                    | 77    |       |
| 8. August  | Harald Christensen                    | dänischer Ringer                                                                                         | 75    |       |
| 8. August  | Jean Danne                            | französischer Automobilrennfahrer                                                                        | 47    |       |
| 8. August  | Fermín Emilio Lafitte                 | argentinischer Geistlicher, Erzbischof von Córdoba                                                       | 70    |       |
| 8. August  | William Lewis                         | US-amerikanischer Politiker                                                                              | 90    |       |
| 8. August  | Axel Lindahl                          | schwedischer Langstreckenläufer                                                                          | 73    |       |
| 8. August  | Albert Namatjira                      | australischer Künstler                                                                                   | 57    |       |
| 8. August  | Friedrich Panzinger                   | deutscher Chef des Reichskriminalpolizeiamtes und Mitarbeiter des Bundesnachrichtendienstes              | 56    |       |
| 8. August  | Luigi Sturzo                          | italienischer Politiker und katholischer Priester                                                        | 87    |       |
| 8. August  | Franz Vollbring                       | deutscher Politiker (KPD), Widerstandskämpfer                                                            | 69    |       |
| 8. August  | Wu Hsien                              | chinesischer Biochemiker                                                                                 | 65    |       |
| 9. August  | Maria Birnbaum                        | deutsche nationalliberale Politikerin (DVP), Abgeordnete in Landtag des Volksstaates Hessen und Lehrerin | 86    |       |
| 9. August  | Emil František Burian                 | tschechischer Komponist                                                                                  | 55    |       |
| 9. August  | Oswald Haerdtl                        | österreichischer Architekt und Designer                                                                  | 60    |       |
| 9. August  | Toni Hansen                           | deutscher Politiker, MdL                                                                                 | 55    |       |
| 9. August  | John G. Kirkwood                      | US-amerikanischer Physiker                                                                               | 52    |       |
| 10. August | Hans von Geyer zu Lauf                | deutscher Maler                                                                                          | 64    |       |
| 10. August | Walther von Mumm                      | deutscher Luftfahrtpionier, Sektkönig, Olympiateilnehmer Winterspielen 1932, Börsenmakler                | 72    |       |
| 10. August | Heinrich Pössenbacher                 | deutscher Möbelfabrikant                                                                                 | 82    |       |
| 11. August | William Denis Battershill             | britischer Hochkommissar in Palästina und Kolonialgouverneur von Zypern und Tanganjika                   | 63    |       |
| 11. August | David Pinski                          | jiddischer Schriftsteller                                                                                | 87    |       |
| 11. August | Jakub Poznański                       | polnisch-jüdischer Ingenieur, Chemiker, Apotheker und Holocaustüberlebender                              | 69    |       |
| 11. August | Gustav Püttjer                        | deutscher Schauspieler                                                                                   | 73    |       |
| 11. August | Eberhard Stechow                      | deutscher Zoologe und Konservator                                                                        | 76    |       |
| 12. August | Tuk Jakova                            | albanischer kommunistischer Politiker                                                                    |       |       |
| 12. August | Alois Janak                           | österreichischer Arbeiter und Politiker, Landtagsabgeordneter                                            | 63    |       |
| 12. August | Max Nonne                             | deutscher Neurologe                                                                                      | 98    |       |
| 12. August | Herbert Sührig                        | deutscher Politiker                                                                                      | 59    |       |
| 12. August | Johann Wachter                        | liechtensteinischer Politiker (VU)                                                                       | 75    |       |
| 13. August | Henri Garat                           | französischer Schauspieler, Sänger und Tänzer                                                            | 57    |       |
| 13. August | Anders Wiman                          | schwedischer Mathematiker                                                                                | 94    |       |
| 14. August | Carlos Aldunate Errázuriz             | chilenischer Politiker, Abgeordneter, Senator und Minister                                               |       |       |
| 14. August | Erich Cohn-Bendit                     | deutscher Rechtsanwalt                                                                                   | 56    |       |
| 14. August | Pál Jávor                             | ungarischer Schauspieler und Sänger                                                                      | 57    |       |
| 14. August | Alfred Menzel                         | deutscher Regimegegner und Autor                                                                         | 76    |       |
| 14. August | Felix Swinstead                       | englischer Pianist, Komponist und Musikpädagoge                                                          | 79    |       |
| 14. August | Wilfried Wroost                       | deutscher Erzähler und Dramatiker                                                                        | 69    |       |
| 15. August | Ludwig Alpers                         | deutscher Politiker (DHP), MdR                                                                           | 92    |       |
| 15. August | François Lecot                        | französischer Automobilrennfahrer                                                                        | 81    |       |
| 15. August | Diederich Logemann                    | deutscher Landwirt und Politiker (DNVP), MdR, MdL                                                        | 86    |       |
| 15. August | Kenneth M. Regan                      | US-amerikanischer Politiker                                                                              | 68    |       |
| 15. August | Arnold Schober                        | deutscher Klassischer Archäologe                                                                         | 73    |       |
| 16. August | José Pessôa Cavalcanti de Albuquerque | brasilianischer Marschall                                                                                | 73    |       |
| 16. August | Wladimir Wiktorowitsch Krjukow        | sowjetischer General                                                                                     | 62    |       |
| 16. August | Ernst Kuhlemann                       | deutscher Politiker                                                                                      | 72    |       |
| 16. August | Wanda Landowska                       | polnische Cembalistin und Pianistin                                                                      | 80    |       |
| 16. August | Jakob Ortner                          | österreichischer Gitarrist, Lautenist, Komponist und Musikpädagoge                                       | 80    |       |
| 16. August | Cyrus Maffet Palmer                   | US-amerikanischer Politiker                                                                              | 72    |       |
| 16. August | Worth H. Rodebush                     | US-amerikanischer Chemiker                                                                               | 72    |       |
| 17. August | Pedro Humberto Allende Sarón          | chilenischer Komponist                                                                                   | 74    |       |
| 17. August | Jean Bélot                            | französischer Tischtennisfunktionär                                                                      |       |       |
| 17. August | Ernst Jäckh                           | deutscher Schriftsteller und Publizist                                                                   | 84    |       |
| 17. August | Hans Ulrich Klintzsch                 | deutscher Offizier sowie Gründungsmitglied der SA                                                        | 60    |       |
| 17. August | Karel Kuttelwascher                   | tschechoslowakischer Jagdflieger in der britischen Royal Air Force                                       | 42    |       |
| 18. August | Karl Erich Andrée                     | deutscher Geologe und Paläontologe                                                                       | 79    |       |
| 18. August | Friedrich August Heyer                | deutscher Konsularbeamter und Wirtschaftshistoriker Großbritanniens                                      | 88    |       |
| 19. August | Jacob Epstein                         | US-amerikanisch-britischer Bildhauer und Zeichner                                                        | 78    |       |
| 19. August | Josef Ernst                           | deutscher Politiker (SPD, USPD, FDP), MdR und Geschäftsmann                                              | 77    |       |
| 19. August | Felix Genzmer                         | deutscher Jurist, Skandinavist und Germanist                                                             | 81    |       |
| 19. August | Otto Jungtow                          | deutscher Fußballspieler                                                                                 | 66    |       |
| 19. August | Blind Willie McTell                   | US-amerikanischer Bluesmusiker                                                                           |       |       |
| 20. August | Johan Ankerstjerne                    | dänischer Kameramann                                                                                     | 73    |       |
| 20. August | William F. Halsey                     | US-amerikanischer Admiral                                                                                | 76    |       |
| 20. August | Hans Herrmann                         | deutscher Politiker (BVP, NSDAP, CSU), MdR, MdL und Bürgermeister von Regensburg                         | 70    |       |
| 20. August | Alfred Kubin                          | österreichischer Grafiker, Schriftsteller und Buchillustrator                                            | 82    |       |
| 20. August | Béla Scitovszky                       | ungarischer Politiker, Parlamentspräsident und Innenminister                                             | 81    |       |
| 20. August | Walter Serauky                        | deutscher Musikwissenschaftler und Händel-Forscher                                                       | 56    |       |
| 21. August | Gertrud Bürgers-Laurenz               | deutsche Malerin                                                                                         | 84    |       |
| 21. August | Karoline Dettmer                      | deutsche Politikerin, MdR                                                                                | 91    |       |
| 21. August | Frederick Sumner McKay                | US-amerikanischer Zahnarzt und Entdecker der dentalen Fluorose                                           | 85    |       |
| 22. August | Josef Ackermann                       | deutscher Journalist                                                                                     | 63    |       |
| 22. August | Marie Luise Droop                     | deutsche Autorin, Regisseurin und Produzentin                                                            | 69    |       |
| 22. August | William George Maxwell                | britischer Kolonialbeamter und Resident in Perak                                                         | 88    |       |
| 22. August | František Xaver Naske                 | tschechischer Maler, Dekorateur und Illustrator                                                          | 75    |       |
| 22. August | Ernst Sagewka                         | deutscher Maler und Grafiker des Expressionismus                                                         | 76    |       |
| 23. August | Magda Bäumken                         | deutsche Theaterschauspielerin und Hörspielsprecherin                                                    | 68    |       |
| 23. August | Octávio Bevilacqua                    | brasilianischer Musikwissenschaftler und -pädagoge                                                       | 72    |       |
| 23. August | Patty Frank                           | deutscher Artist, Indianerforscher und Museumsleiter                                                     | 83    |       |
| 23. August | Eugene W. Leake                       | US-amerikanischer Politiker                                                                              | 82    |       |
| 23. August | Bruno Mendel                          | kanadischer Biochemiker und Mediziner                                                                    | 61    |       |
| 23. August | Peter Paffenholz                      | deutscher Künstler und Kommunalpolitiker                                                                 | 59    |       |
| 24. August | Carl Döbel                            | deutscher Maler und Zeichner                                                                             | 56    |       |
| 24. August | Ivo Fairbairn-Crawford                | britischer Mittelstreckenläufer                                                                          | 74    |       |
| 24. August | Conradine Lück                        | deutsche Schriftstellerin, Lyrikerin und Buchautorin                                                     | 74    |       |
| 25. August | José Maria Bello                      | brasilianischer Jurist, Politiker und Autor                                                              |       |       |
| 25. August | Josef Gabriel                         | deutsch-rumänischer Politiker                                                                            | 79    |       |
| 25. August | Verner Nerep                          | estnischer Komponist und Dirigent                                                                        | 63    |       |
| 25. August | Hubert Preibsch                       | sudetendeutscher Politiker (NSDAP), MdR                                                                  | 66    |       |
| 26. August | J. Bayard Clark                       | US-amerikanischer Politiker                                                                              | 77    |       |
| 26. August | Wolfgang Nonn                         | deutscher Hockeyspieler                                                                                  | 23    |       |
| 26. August | Hans Sattler                          | deutscher Komponist, Musiker und Autor                                                                   | 58    |       |
| 27. August | Joseph John Annabring                 | ungarischer Geistlicher, Bischof von Superior                                                            | 59    |       |
| 27. August | Erich Beck                            | österreichischer Gewerkschafter und Politiker (SPÖ)                                                      | 61    |       |
| 27. August | Olaf Iversen                          | deutscher Maler, Zeichner und Illustrator, Karikaturist und Herausgeber des Simplicissimus               | 57    |       |
| 27. August | Fred Jackman                          | US-amerikanischer Kameramann, Filmregisseur und Spezialeffektkünstler                                    | 78    |       |
| 27. August | Ludwig Karl Strauch                   | österreichischer Porträt-, Landschafts- und Kriegsmaler                                                  | 84    |       |
| 28. August | Karl-Heinz Haag                       | deutscher Gewichtheber                                                                                   | 30    |       |
| 28. August | Georges Lefèbvre                      | französischer Historiker                                                                                 | 85    |       |
| 28. August | Raphael Lemkin                        | polnischer Jurist und Friedensforscher                                                                   | 59    |       |
| 28. August | Bohuslav Martinů                      | tschechisch-US-amerikanischer Komponist der Moderne                                                      | 68    |       |
| 28. August | George W. Meyer                       | US-amerikanischer Songwriter                                                                             | 75    |       |
| 29. August | René Bauwens                          | belgischer Schwimmer und Wasserballspieler                                                               | 65    |       |
| 29. August | Oskar Brandes                         | deutscher Politiker, MdBB                                                                                | 53    |       |
| 29. August | Alexei Petrowitsch Bystrow            | russischer Paläontologe, Anatom und Histologe                                                            | 60    |       |
| 29. August | Karel Lotsy                           | niederländischer Fußballfunktionär                                                                       | 66    |       |
| 29. August | Alexander Müller                      | deutscher Politiker, OB von Kaiserslautern                                                               | 73    |       |
| 29. August | Donald Roebling                       | US-amerikanischer Exzentriker, Philanthrop und Erfinder des Amphibienfahrzeugs Landing Vehicle Tracked   | 50    |       |
| 30. August | David O. Cauldwell                    | US-amerikanischer Sexualwissenschaftler                                                                  | 62    |       |
| 30. August | Konrad Philipp Diehl                  | Landtagsabgeordneter Volksstaat Hessen                                                                   | 85    |       |
| 30. August | Ed Elisian                            | US-amerikanischer Automobilrennfahrer                                                                    | 32    |       |
| 30. August | Annemarie Seidel                      | deutsche Schauspielerin                                                                                  | 64    |       |
| 31. August | Hugo Rudolph Kruyt                    | niederländischer Chemiker                                                                                | 77    |       |
| 31. August | Josef Oesterle                        | deutscher Volkswirt und Politiker (BVP, CSU), MdB, MdEP                                                  | 60    |       |
| August     | Alex Hofmann                          | deutscher Unternehmer und Bürgermeister                                                                  |       |       |